# Napoléon Schroeder
August Franz Napoléon Schroeder (geboren 17. Januar 1855 in Pannesheide; gestorben 26. Juli 1922 in Cannes) war ein deutsch-belgischer Manager. Als Vertrauter von Georges Nagelmackers, dem Gründer der Compagnie Internationale des Wagons-Lits (CIWL), wurde er nach dessen Tod 1905 Generaldirektor der CIWL.

## Leben
Der genaue Ort und das Jahr von Schroeders Geburt waren lange unbekannt. Vermutet wurde, dass er aus der bayrischen Pfalz stammte, da er laut Angaben der CIWL gebürtiger Bayer, nach anderen Angaben Rheinländer gewesen sei. Inzwischen konnte seine Herkunft aus dem Rheinland verifiziert werden. Schroeder kam in Pannesheide, heute ein Stadtteil von Herzogenrath, im Januar 1855 als Sohn von Anton Schroeder und Anna Schroeder, geborene Luettgen, auf die Welt.
Nach dem Besuch der Gewerbeschule in Köln stellte ihn Georges Nagelmackers 1872 als Volontär ein. Er wurde sehr bald zum engsten Vertrauten des CIWL-Gründers. 1874 ging er als Inspektor der dortigen CIWL-Betriebsabteilung nach Berlin. 1875 holte Nagelmackers ihn als Sekretär an den Sitz der CIWL nach Brüssel zurück, ein Jahr später Leiter der gesamten Betriebsabteilung der CIWL in Paris wurde. Ebenfalls 1876 erwarb Schroeder die belgische Staatsbürgerschaft. 
In den Folgejahren übernahm Schroeder für die CIWL vor allem die Verhandlungen mit den europäischen Bahngesellschaften, mit denen er Verträge zum Einsatz der CIWL-Schlafwagen und ab 1880 auch von Speisewagen abschloss. Ab 1881 war er auch an der Einführung der neuen Luxuszüge der CIWL beteiligt. Als erster regelmäßig verkehrender Luxuszug ging 1883 der Orient-Express in Betrieb.
Nach dem Tod von Nagelmackers, der 1905 starb, wurde Schroeder, der bereits seit Jahren der „zweite Mann“ der CIWL war, sein Nachfolger als Chef der CIWL. 1907  wurde er als Offizier in die französische Ehrenlegion aufgenommen. Ab dem 18. November 1910 erhielt er auch offiziell den Titel „Generaldirektor“.
Ab 1899 war Schroeder auch Aufsichtsratsmitglied der Deutschen Eisenbahn-Speisewagen-Gesellschaft (DESG). Mit Hilfe der DESG, deren Besitz sich die CIWL mit verschiedenen deutschen Banken, unter anderem der Disconto-Gesellschaft, Sal. Oppenheim und der Dresdner Bank teilte, umging die CIWL die Abneigung der Preußischen Staatseisenbahnen gegen die von französischem Kapital, mithin also dem „Erzfeind“ des Deutschen Reichs beeinflusste CIWL. 1909 übernahm Schroeder nach dem Tod von Eduard von Oppenheim den Aufsichtsratsvorsitz der DESG.
Mit Ausbruch des Ersten Weltkriegs bat Schroeder als gebürtiger Deutscher den Verwaltungsrat der CIWL um Versetzung in den Ruhestand. Auch aus dem Aufsichtsrat der DESG schied er noch 1914 aus. Ausgezeichnet als „Ehren-Generaldirektor“ der CIWL siedelte Schroeder zunächst in die neutrale Schweiz über. Nach Kriegsende lebte er in Südfrankreich, wo er 1922 starb.